# 대한건축사협회
대한건축사협회(大韓建築師協會, Korea Institute of Registered Architects)는 건축사의 품위보전과 권익증진, 건축문화 발전 및 공익에 이바지하기 위하여 설립된 단체이다. 협회 사무소는 서울시 서초구 효령로 317 건축사회관에 위치해 있다.

## 설립 근거
- 건축사법 제31조[1]

## 업무 안내
대한건축사협회의 주요 민원업무는 다음과 같다.

- 건설기술자 경력관리 업무 /경력관리팀 3415-6843~8
- 건축사 자격시험 및 예비시험 업무 /시험관리팀 3415-6872~3
- 건축사업무실적, 감리자 모집 및 지정 업무 /실적관리팀 3415-6851~4
- 건축법령 및 제도관련 업무 /건축제도팀 3415-6831~4
- 건축사지,건축문화신문,한국건축문화대상 업무 /홍보편찬팀 3415-6861~4
- 건축사 공제관련 업무 /건축사공제조합 3473-0900

## 회원의 자격
본협회는 건축사법에 따라 건축사자격등록을 한 건축사 중 본 협회에 입회한 사람을 정회원으로 하고, 정회원 이외에 준회원, 전문회원, 예비회원, 학생회원을 둘 수 있다.

## 회원의 권리
회원의 권리는 다음과 같다.

- 협회 사업에 참여할 권리
- 협회 활동으로 인한 제권익 및 혜택을 받을 권리
- 임원 및 대의원의 선출권 및 피선출권
- 설계도서를 신고할 수 있는 권리
- 회의 출석 및 의결 권리
- 정보자료 등을 제공받을 권리

## 회원의 의무
회원의 의무는 다음과 같다.

- 정관 및 제규정의 준수 의무
- 협회의 명예를 보전할 의무
- 회원으로서의 품위 보전 및 친목·단결의 의무
- 회비 납부의 의무

## 연혁
- 1945년 12월 : 조선건축사회 태동
- 1955년 : 대한건축사협회 발족
- 1965년 10월 23일 : 대한건축사협회 창립 (건축사법에 의한 법정단체 창립)

## 조직

### 총회
- 이사회
- 감사

#### 회장

##### 부회장
- 서울건축사회
- 부산건축사회
- 대구건축사회
- 인천건축사회
- 광주건축사회
- 대전건축사회
- 울산건축사회
- 세종건축사회
- 경기건축사회
- 강원건축사회
- 충북건축사회
- 충남건축사회
- 전북건축사회
- 전남건축사회
- 경북건축사회
- 경남건축사회
- 제주건축사회

## 같이 보기
- 국토교통부
- 대한전문건설협회
- 해외건설협회
- 한국건설기술인협회
- 건설워커